# كلايد جونسون
كلايد جونسون (بالإنجليزية: Clyde Johnson)‏ هو لاعب كرة قدم أمريكية أمريكي، ولد في 22 أغسطس 1917 في أشلاند في الولايات المتحدة، وتوفي في 14 سبتمبر 1997 في بيتسبرغ في الولايات المتحدة.